# The Mind of Mr. Soames
The Mind of Mr. Soames  (Brasil: O Homem Que Nasceu de Novo ) é um filme britânico de 1970, dos gêneros drama e ficção científica, dirigido por  Alan Cook, roteirizado por John Hale e Edward Simpson, baseado no livro de Charles Eric Maine, música de Michael Dress.

## Sinopse
A mente de um homem de 30 anos, vivendo em estado de coma desde seu nascimento, é despertada em uma cirurgia realizada por dois brilhantes médicos, que não se entendem  na forma de como reeducar o renascido.

## Elenco
- Terence Stamp ....... John Soames
- Robert Vaughn ....... Dr. Michael Bergen
- Nigel Davenport ....... Dr. Maitland
- Christian Roberts ....... Thomas Fleming
- Donal Donnelly ....... Joe Allen
- Norman Jones ....... Davis
- Dan Jackson ....... Nicholls
- Vickery Turner ....... Naomi
- Judy Parfitt ....... Jenny Bannerman
- Scott Forbes ....... Richard Bannerman
- Joe McPartland ....... Inspetor Moore
- Pamela Moiseiwitsch ....... Melanie Parks
- Billy Cornelius ....... Sargento Clifford
- John Croft ....... Guarda